# Archaeoteleia puncticeps
Archaeoteleia puncticeps  (лат.) — вид наездников из семейства Platygastridae (Archaeoteleia, Scelioninae, или Scelionidae, по другим классификациям). Чили. Длина самок 3,75 мм. Общая окраска желтовато-коричневая. Нижнечелюстные щупики 5-члениковые; нижнегубные щупики состоят из 3 сегментов. Усики у обоих полов 12-члениковые (сегмент A1 в 5 раз длиннее своей ширины), формула булавы усиков A5–A12/1-2-2-2-2-2-2-1. Формула члеников лапок: 5-5-5; формула шор ног: 1-2-2.
Вид был описан в 2007 году в ходе ревизии рода, проведённой энтомологами Джоном Эрли (John W. Early, Новая Зеландия), Любомиром Маснером (Lubomir Masner, Канада) и Норманом Джонсом (Norman F. Johnson, США).